# كومار سانغاكارا
كومار سانغاكارا (بالتاميلية: குமார் சங்கக்கார) (و. 1977 – م)هو لاعب كركيت من سريلانكا .

## روابط خارجية
- كومار سانغاكارا على موقع إي آس بي آن كريك إنفو (الإنجليزية)